# Cliffortia crenata
Cliffortia crenata är en rosväxtart som beskrevs av Carl von Linné d.y.. Cliffortia crenata ingår i släktet Cliffortia och familjen rosväxter. Inga underarter finns listade i Catalogue of Life.